# Gran Canaria
Gran Canaria (phát âm tiếng Tây Ban Nha: [ɡɾaŋ kaˈna.ɾja]) là một trong bảy đảo chính ở quần đảo Canaria thuộc Tây Ban Nha nằm ở ngoài khơi phía tây châu Phi, trong Đại Tây Dương. Đây là đảo đông dân thứ nhì của quần đảo với dân số 838.397 người, chiếm khoảng 40% dân số quần đảo. Đảo này có cự ly khoảng 150 km về phía tây bắc bờ biển châu Phi và 1350 km so với lục địa châu Âu. Gran Canaria đã là nơi sinh sống của người Canarii (Guanches), những người có thể đã đến sớm như 500 trước Công nguyên. Những cư dân Canarii gọi là hòn đảo Tamarán hoặc vùng đất của những người dũng cảm. Sau hơn một thế kỷ xâm lược và nỗ lực chinh phục của người châu Âu (Pháp, Bồ Đào Nha...), hòn đảo này đã bị chinh phục vào ngày 29 tháng 4 năm 1483, sau một chiến dịch kéo dài 5 năm, Vương quốc của Castile, với hỗ trợ của Nữ vương Isabel I của Castilla một cuộc chinh phục đã trở thành một bước quan trọng hướng tới việc mở rộng thống nhất Tây Ban Nha.
Thành phố thủ phủ Las Palmas được thành lập vào ngày 24 tháng 6 năm 1478, dưới tên "Real de Las Palmas", bởi Juan Rejón, người đứng đầu quân xâm lược Castilian. Năm 1492, Christopher Columbus neo tàu ở cảng Las Palmas (và đã dành một số thời gian trên đảo) trên chuyến đi đầu tiên tới châu Mỹ. Las Palmas, cùng với Santa Cruz de Tenerife, thủ đô của các cộng cộng đồng tự trị quần đảo Canaria.